# Koepelbos
Het Koepelbos is een parkbos ten zuiden van het dorp Oldeberkoop in de Nederlandse provincie Friesland.
Het parkbos werd rond 1825 aangelegd in opdracht van Jan Albert Willinge, grietman van Ooststellingwerf. Een deel werd aangelegd in Engelse landschapsstijl, vermoedelijk ontworpen door Lucas Pieters Roodbaard. 
In 1945 werd in het bos een groep gevangen Duitse militairen en Nederlandse Landwachters en Waffen-SS'ers doodgeschoten.
In 1954 kwam er een hertenkamp. In het Koepelbos stond ook een luchtwachttoren (6G3 Oldeberkoop). Ingebruikname was in 1954 en de sloop was in 1964. Alleen het  fundament is nog aanwezig. Het werd in 2022 uitgegraven en in 2024 voorzien van een informatiepaneel.
Het gebied wordt beheerd door Staatsbosbeheer. Het parkbos werd in de jaren 2011-2015 opgeknapt en hersteld. Op 29 mei 2015 werd het Koepelbos door Commissaris van de Koning Jorritsma op feestelijke wijze geopend.

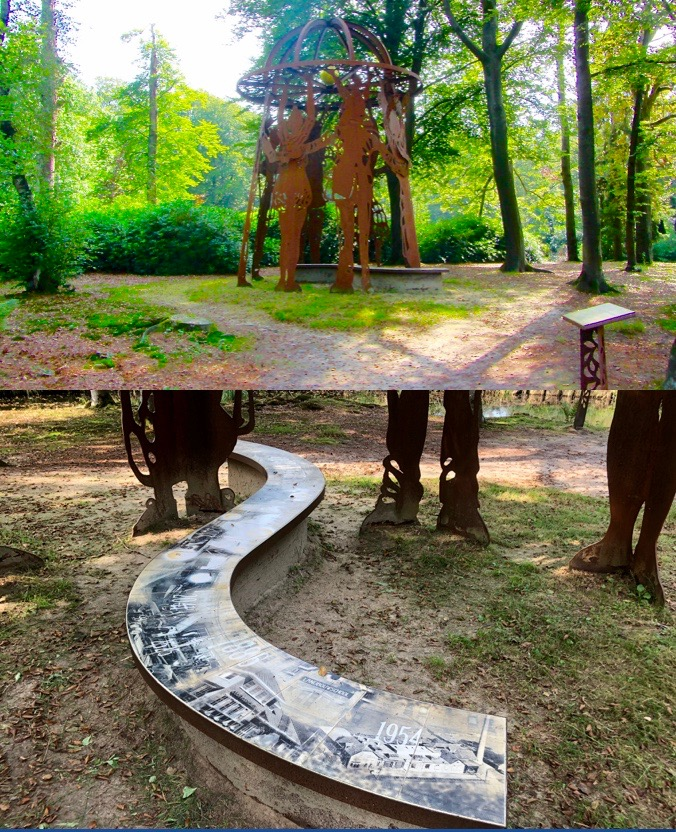
Het kunstwerk De Coöperatieve Gedachte

Het kunstwerk De Coöperatieve Gedachte uit 2017 staat op een eilandje in de vijver (bereikbaar door bruggetjes). Het kunstwerk bestaat uit een zeven meter hoge koepel van Beb Mulder en een bank met tegels van kunstenaar Peter Hiemstra.